# Saint-Priest-en-Jarez
Saint-Priest-en-Jarez és un municipi francès situat al departament del Loira i a la regió d'Alvèrnia-Roine-Alps. L'any 2007 tenia 6.051 habitants.

## Demografia

### Població
El 2007 la població de fet de Saint-Priest-en-Jarez era de 6.051 persones. Hi havia 2.476 famílies de les quals 808 eren unipersonals (324 homes vivint sols i 484 dones vivint soles), 788 parelles sense fills, 696 parelles amb fills i 184 famílies monoparentals amb fills.
La població ha evolucionat segons el següent gràfic:
Habitants censats

### Habitatges
El 2007 hi havia 2.793 habitatges, 2.491 eren l'habitatge principal de la família, 57 eren segones residències i 245 estaven desocupats. 1.111 eren cases i 1.659 eren apartaments. Dels 2.491 habitatges principals, 1.432 estaven ocupats pels seus propietaris, 1.014 estaven llogats i ocupats pels llogaters i 46 estaven cedits a títol gratuït; 88 tenien una cambra, 221 en tenien dues, 560 en tenien tres, 716 en tenien quatre i 907 en tenien cinc o més. 1.872 habitatges disposaven pel capbaix d'una plaça de pàrquing. A 1.223 habitatges hi havia un automòbil i a 987 n'hi havia dos o més.

### Piràmide de població
La piràmide de població per edats i sexe el 2009 era:
| Homes | Edats   | Dones |
| ----- | ------- | ----- |
| 8     | 95 o +  | 12    |
| 12    | 90 a 94 | 36    |
| 36    | 85 a 89 | 84    |
| 20    | 80 a 84 | 64    |
| 84    | 75 a 79 | 68    |
| 132   | 70 a 74 | 124   |
| 148   | 65 a 69 | 156   |
| 128   | 60 a 64 | 200   |
| 128   | 55 a 59 | 160   |
| 208   | 50 a 54 | 216   |
| 248   | 45 a 49 | 244   |
| 168   | 40 a 44 | 200   |
| 228   | 35 a 39 | 256   |
| 164   | 30 a 34 | 204   |
| 200   | 25 a 29 | 200   |
| 132   | 20 a 24 | 144   |
| 192   | 15 a 19 | 168   |
| 212   | 10 a 14 | 220   |
| 172   | 5 a 9   | 172   |
| 160   | 0 a 4   | 140   |

## Economia
El 2007 la població en edat de treballar era de 3.885 persones, 2.844 eren actives i 1.041 eren inactives. De les 2.844 persones actives 2.664 estaven ocupades (1.378 homes i 1.286 dones) i 180 estaven aturades (78 homes i 102 dones). De les 1.041 persones inactives 360 estaven jubilades, 392 estaven estudiant i 289 estaven classificades com a «altres inactius».

### Ingressos
El 2009 a Saint-Priest-en-Jarez hi havia 2.467 unitats fiscals que integraven 5.795,5 persones, la mediana anual d'ingressos fiscals per persona era de 21.017 €.

### Activitats econòmiques
Dels 465 establiments que hi havia el 2007, 1 era d'una empresa extractiva, 10 d'empreses alimentàries, 4 d'empreses de fabricació de material elèctric, 23 d'empreses de fabricació d'altres productes industrials, 37 d'empreses de construcció, 105 d'empreses de comerç i reparació d'automòbils, 8 d'empreses de transport, 25 d'empreses d'hostatgeria i restauració, 8 d'empreses d'informació i comunicació, 17 d'empreses financeres, 20 d'empreses immobiliàries, 74 d'empreses de serveis, 112 d'entitats de l'administració pública i 21 d'empreses classificades com a «altres activitats de serveis».
Dels 70 establiments de servei als particulars que hi havia el 2009, 1 era una oficina del servei públic d'ocupació, 1 oficina de correu, 1 una oficina bancària, 3 funeràries, 13 tallers de reparació d'automòbils i de material agrícola, 1 taller d'inspecció tècnica de vehicles, 2 paletes, 5 guixaires pintors, 4 fusteries, 5 lampisteries, 5 electricistes, 1 empresa de construcció, 5 perruqueries, 1 agència de treball temporal, 12 restaurants, 5 agències immobiliàries, 2 tintoreries i 3 salons de bellesa.
Dels 40 establiments comercials que hi havia el 2009, 4 eren supermercats, 1 una gran superfície de material de bricolatge, 1 una botiga de més de 120 m², 2 botiges de menys de 120 m², 7 fleques, 3 carnisseries, 1 una botiga de congelats, 2 llibreries, 3 botigues de roba, 1 una botiga d'electrodomèstics, 5 botigues de mobles, 2 botigues de material esportiu, 1 una botiga de material de revestiment de parets i terra, 2 drogueries i 5 floristeries.
L'any 2000 a Saint-Priest-en-Jarez hi havia 4 explotacions agrícoles que ocupaven un total de 32 hectàrees.

## Equipaments sanitaris i escolars
El 2009 hi havia 3 hospitals de tractaments de curta durada, 1 hospital de tractaments de mitja durada (seguiment i rehabilitació), 1 psiquiàtric, 2 centres d'urgències, 1 maternitat, 1 centre de salut, 3 farmàcies i 1 ambulància.
El 2009 hi havia 2 escoles maternals i 3 escoles elementals. Saint-Priest-en-Jarez disposava d'un liceu d'ensenyament general amb 754 alumnes.

## Poblacions properes
El següent diagrama mostra les poblacions més properes.